# Minarchismo
Il minarchismo (conosciuto anche come miniarchismo, o minimal-statismo) è una filosofia politica libertariana. La sua definizione varia secondo le diverse interpretazioni, ma, in senso stretto, abbraccia (contrariamente all'anarchia) l'idea dell'esistenza di uno Stato le cui uniche funzioni sono solo atte a legittimare la protezione degli individui da aggressioni, furti, violazioni di contratti e frodi, in cui le uniche funzioni governative legittime sono i militari, la polizia e i tribunali. In un senso più ampio, all'interno di funzioni annovera anche quelle di protezione civile, di gestione delle  prigioni, i corpi esecutivi e le legislature come uniche funzioni governative legittime. Questi Stati sono generalmente definiti "Stati minimi" o "Guardiani notturni".
I minarchici affermano che lo Stato non ha alcuna autorità nell'usare il suo monopolio per interferire nelle libere transazioni tra gli individui, e vede in esso l'unica responsabilità di dover assicurare che siano salvaguardati i contratti tra individui e proprietà, attraverso un sistema di corti legali e forze dell'ordine. I sostenitori di questa ideologia credono generalmente che un approccio laissez-faire nell'economia sia il migliore nell'assicurare la prosperità economica.

## Il pensiero
I miniarchici sostengono la necessità da parte dello Stato di creare poca giurisdizione e utilizzano espressioni come Stato minimo e guardiano notturno per indicare la funzione che a loro modo di vedere dovrebbe essere ricoperta dallo Stato, ossia appunto quella di semplice guardiano dei diritti di ogni uomo. La presenza di un'entità statale implica l'esistenza della tassazione, che, se mantenuta entro determinati limiti, secondo i minarchici non andrebbe contro l'assioma di non-aggressione, al contrario di quanto sostenuto dagli anarco-capitalisti, dato che verrebbe utilizzata per difendere i diritti di ogni uomo.
Alcuni miniarchici utilizzano argomentazioni utilitaristiche, tra le quali si possono certamente trovare i fondamentali contributi alla scuola austriaca di Ludwig von Mises. Altri argomenti usati dai minarchici sono il diritto naturale, il contratto sociale e l'egualitarismo. Importanti minarchici ante litteram sono Herbert Spencer, Leonard Read, Frédéric Bastiat, Ludwig von Mises, James M. Buchanan,  Ayn Rand, John Hospers, Robert Nozick, Frank Chodorov e George Reisman.

## Etimologia
I termini "minarchismo", "minarchico" e "minarchia" sono stati coniati dal filosofo agorista Samuel Edward Konkin III, che li ha usati per la prima volta nel suo manifesto An Agorist Primer. La parola "minarchia" è la fusione fra "mini" e "-archy".

## Critiche
Molti libertariani sostengono che la naturale evoluzione del libertarianismo sia solo l'anarco-capitalismo, mentre il miniarchismo contraddirebbe le basi stesse della teoria libertariana, dato che l'esistenza dello Stato implica il monopolio della forza, nonché il netto contrasto nei confronti dell'assioma di non-aggressione rappresentato dalla presenza della tassazione, per quanto bassa essa sia. Molti anarco-capitalisti sostengono il fallimento storico dello Stato minimo, e dei governi limitati, portando come esempio gli Stati Uniti d'America; sostengono quindi che ogni Stato, per quanto minimo, tenderà sempre ad espandersi e ad aumentare la propria sfera di controllo.